# Lepthyphantes acoreensis
Lepthyphantes acoreensis är en spindelart som beskrevs av Jörg Wunderlich 1992. Lepthyphantes acoreensis ingår i släktet Lepthyphantes och familjen täckvävarspindlar. Inga underarter finns listade i Catalogue of Life.